# Catharesthes elegans
Catharesthes elegans är en skalbaggsart som beskrevs av Bates 1881. Catharesthes elegans ingår i släktet Catharesthes och familjen långhorningar.
Artens utbredningsområde är Guatemala. Inga underarter finns listade.